# 1012 هـ
1012 هـ هي سنة في التقويم الهجري امتدت مقابلةً في التقويم الميلادي بين سنتي 1603 و1604.

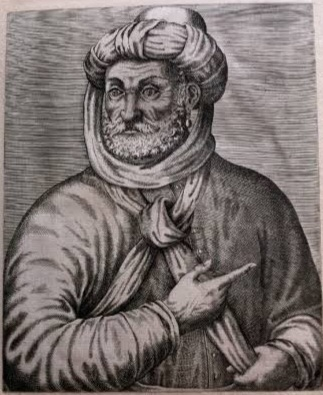
أحمد المنصور الذهبي

## أحداث
- 16 ربيع الأول - بيعة أهل فاس لزيدان الناصر بن أحمد سلطانًا على المغرب الأقصى.
- 18 جمادى الأولى - الشاه عبَّاس الأوَّل الصفوي يستعيد مدينة تبريز.
- خليفة بن أبغور يؤسس تاجنينت، وهي أول مدينة للإباضية في مزاب.
- الفقيه سعيد قدورة يسافر إلى تلمسان ومنها انطلق إلى فكيك وسجلماسة وفاس لطلب العلم
- معركة أرومية بين الصفوية والعثمانية بالقرب من أرومية.

## وفيات
- 16 ربيع الأول - أحمد المنصور الذهبي، سلطان مغربي من الدولة السعدية.
- محمد الثالث، الخليفة العثماني الثالث عشر.
- داوود بن أبي شافيز، شاعر وأديب ورجل دين شيعي بحراني.